# Aksel Lund Svindal
Aksel Lund Svindal (Lørenskog, 1982. december 26. –) olimpiai- és világbajnok norvég alpesisíző.
Pályafutása során két olimpiai-, öt világbajnoki- és két összetett világkupa-győzelmet szerzett. Emellett további két-két olimpiai és világbajnoki dobogós helyezés, és négy szakági világkupa-győzelem is eredménylistáján szerepel. Összesen 14 világkupa-futamot nyert, ezek közül ötöt szuperóriás-műlesiklásban, négyet lesiklásban, négyet óriás-műlesiklásban, egyet pedig szuperkombinációban szerzett. Svindal is azon kevés síző egyike, akik valamennyi szakágban szereztek pontokat pályafutásuk során.
Első nagy sikereként 23 évesen meglepetésre vb-ezüstérmes lett kombinációban. Első világkupa-győzelmét 2005 novemberében szerezte szuperóriás-műlesiklásban, az idény végén a szakági világkupát is megnyerte. A 2007-es szezonban összesen öt világkupaversenyt nyert, a márciusi világkupa-finálén Lenzerheidében három különböző szakágban is. Két szakági összesített győzelem mellett az összetettet is megnyerte. Ugyanebben az évben kétszeres világbajnok lett. A 2007. november 27-én Beaver Creekben egy edzésen súlyos sérüléseket szenvedett, többszörös arccsonttörésével, lágyéki- és hasi sérüléseivel csaknem egyéves pihenőre kényszerült. 2008 októberében versenyzett újra, és az idény végén újabb szakági és összetett világkupa-győzelmet szerzett, valamint egy világbajnoki arany- és egy bronzérmet is. Visszatérését követő első két vk-győzelmét sérülése helyszínén, Beaver Creekben szerezte.
A 2010-es olimpián a lesiklásban ezüstérmet szerzett: a nagyon szoros versenysen a svájci Didier Défago 7 másodperccel előzte meg, az amerikai Bode Miller 2 másodperccel végzett mögötte. Svindal szerezte ezzel Norvégia 100. téli olimpiai ezüstérmét. Négy nappal később Svindal megnyerte a Super-G versenyt, majd az óriás-műlesiklás bronzérmével tette teljessé éremgyűjteményét. A 2011-es alpesisí-világbajnokságon, Garmisch-Partenkirchenben aranyérmet szerzett szuperkombinációban (egy lesiklás + egy műlesiklás).
Menyasszonya az amerikai alpesisíző Julia Mancuso.

## Világkupa-győzelmei

### Összetett
| Szezon | Szakág                 |
| ------ | ---------------------- |
| 2006   | Szuperóriás-műlesiklás |
| 2007   | Összetett              |
| 2007   | Óriás-műlesiklás       |
| 2007   | Kombináció             |
| 2009   | Összetett              |
| 2009   | Szuperóriás-műlesiklás |
| 2012   | Szuperóriás-műlesiklás |
| 2013   | Szuperóriás-műlesiklás |
| 2013   | Lesiklás               |
| 2014   | Szuperóriás-műlesiklás |
| 2014   | Lesiklás               |

### Versenygyőzelmek
Összesen 36 győzelem 
| Dátum              | Helyszín     | Szakág                 |
| ------------------ | ------------ | ---------------------- |
| 2005. november 27. | Lake Louise  | Szuperóriás-műlesiklás |
| 2006. március 15.  | Åre          | Lesiklás               |
| 2006. november 30. | Beaver Creek | Szuperkombináció       |
| 2006. december 21. | Hinterstoder | Óriás-műlesiklás       |
| 2007. március 14.  | Lenzerheide  | Lesiklás               |
| 2007. március 15.  | Lenzerheide  | Szuperóriás-műlesiklás |
| 2007. március 17.  | Lenzerheide  | Óriás-műlesiklás       |
| 2007. október 28.  | Sölden       | Óriás-műlesiklás       |
| 2007. november 25. | Lake Louise  | Szuperóriás-műlesiklás |
| 2008. december 5.  | Beaver Creek | Lesiklás               |
| 2008. december 6.  | Beaver Creek | Szuperóriás-műlesiklás |
| 2009. március 11.  | Åre          | Lesiklás               |
| 2009. december 18. | Val Gardena  | Szuperóriás-műlesiklás |
| 2011. január 8.    | Adelboden    | Óriás-műlesiklás       |
| 2011. november 27. | Lake Louise  | Szuperóriás-műlesiklás |
| 2012. március 14.  | Schladming   | Lesiklás               |
| 2012. november 24. | Lake Louise  | Lesiklás               |
| 2012. november 25. | Lake Louise  | Szuperóriás-műlesiklás |
| 2012. december 14. | Val Gardena  | Szuperóriás-műlesiklás |
| 2013. január 25.   | Kitzbühel    | Szuperóriás-műlesiklás |
| 2013. március 3.   | Kvitfjell    | Szuperóriás-műlesiklás |
| 2013. december 1.  | Lake Louise  | Szuperóriás-műlesiklás |
| 2013. december 6.  | Beaver Creek | Lesiklás               |
| 2013. december 20. | Val Gardena  | Szuperóriás-műlesiklás |
| 2013. december 29. | Bormio       | Lesiklás               |
| 2015. november 28. | Lake Louise  | Lesiklás               |
| 2015. november 29. | Lake Louise  | Szuperóriás-műlesiklás |
| 2015. december 4.  | Beaver Creek | Lesiklás               |
| 2015. december 18. | Val Gardena  | Szuperóriás-műlesiklás |
| 2015. december 19. | Val Gardena  | Lesiklás               |
| 2016. január 6.    | Wengen       | Lesiklás               |
| 2016. január 22.   | Kitzbühel    | Szuperóriás-műlesiklás |
| 2017. december 2.  | Beaver Creek | Lesiklás               |
| 2017. december 16. | Val Gardena  | Lesiklás               |
| 2018. január 19.   | Kitzbühel    | Szuperóriás-műlesiklás |
| 2018. december 14. | Val Gardena  | Szuperóriás-műlesiklás |